# Kirchhain

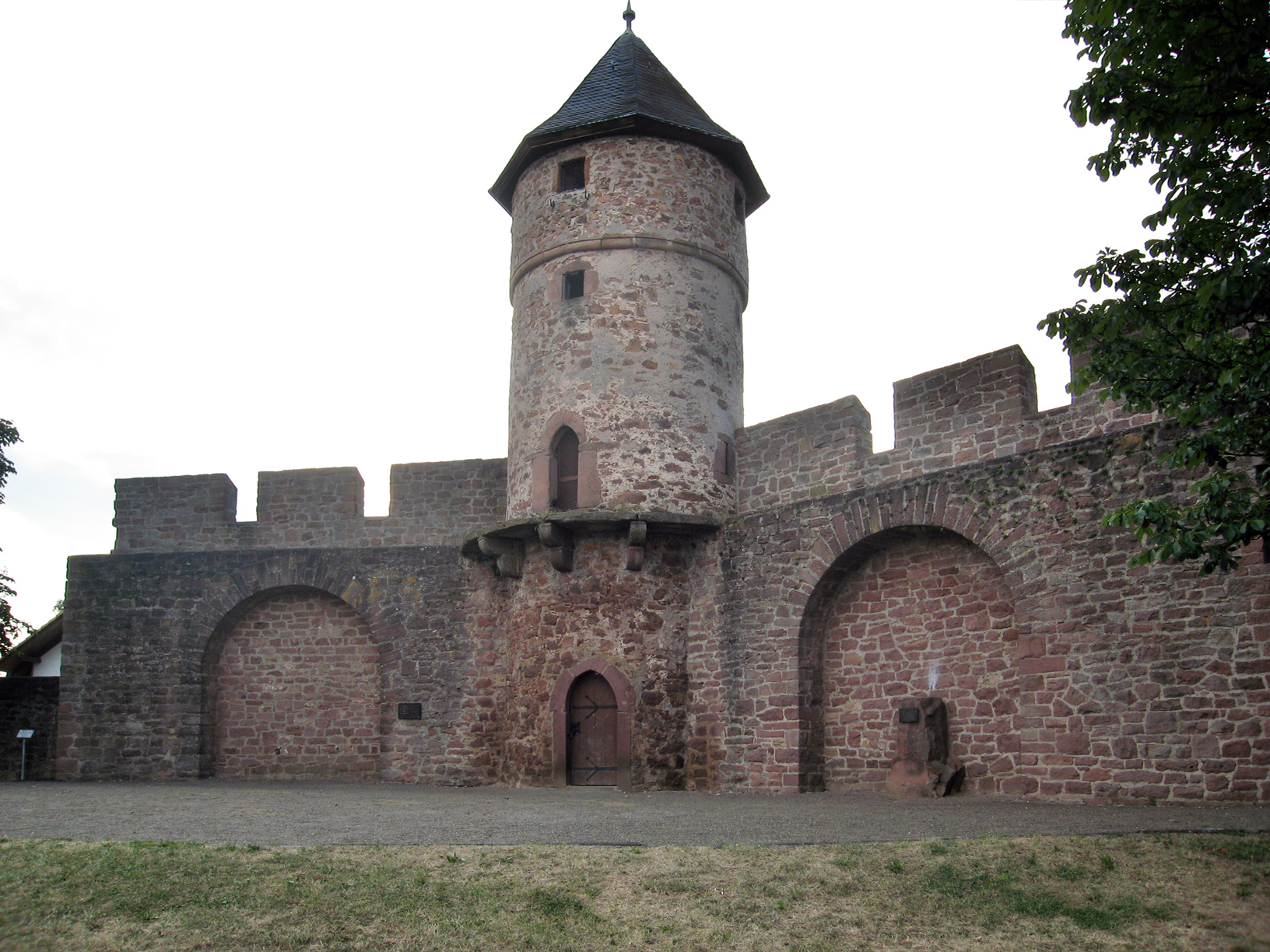
Mury obronne z wieżą czarownic

Kirchhain − miasto w Niemczech, w kraju związkowym Hesja, w rejencji Gießen, w powiecie Marburg-Biedenkopf. 30 września 2015 liczyło 16 275 mieszkańców.
W mieście znajduje się stacja kolejowa Kirchhain (Bz Kassel).

## Współpraca
Miejscowości partnerskie::
- Doberlug-Kirchhain, Brandenburgia
- Plomelin, Francja